# الموالي (العراق)
الموالي هي قرية في منطقة الجزيرة غرب الموصل مسافة 30 كم تقريباً.
ظهر اسم البلدة في إحصاء عام 1957 م وكان عدد سكنها في تلك العام 664 نسمة. تنقسم القرية إلى شطرين، شطر جنوبي وشمالي.
من القرى القريبة من التويم قرية «أبو ماريا» وقرية «دبونه» وقرية «ابطيشة».
عدد سكانها في عام 2013 حوالي 7000 نسمة.